# Dietrich V.
Dietrich (? - 1260.) bio je grof Klevea, sin grofa Dietricha IV. i njegove supruge Margarete Holandske te unuk Dietricha III. i djed Ermengarde od Limburga.
Njegova je prva žena bila gospa Matilda od Dinslakena. 
Druga supruga grofa Dietricha bila je Hedviga od Meissena.
Matilda je mužu rodila Dietricha i Margaretu, a Hedviga Dietricha VI., Dietricha Lufa, Jutu (žena Walerana IV.) i Agnezu.
Dietrich je imao i sina Eberharda, koji je, čini se, bio izvanbračno dijete. 